# Schloss Neuenburg (Schweiz)
Das Schloss Neuenburg, französisch Château de Neuchâtel, ist ein Schloss in der Stadt Neuenburg, Kanton Neuenburg, Schweiz.

## Name
Im 12. Jahrhundert wurde die Anlage als Novum Castellum und später als Novum Castrum («Neue Burg») erwähnt; im Griechischen der Gelehrten des 16. Jahrhunderts hiess es Neocomum und auf Altfranzösisch bzw. Altfrankoprovenzalisch Nuefchastel, Neufchastel oder Neufchatel, woraus sich schliesslich Neuchâtel entwickelte. Ab dem 18. Jahrhundert wurde die nun weit ausgebaute Schlossanlage zum Château de Neuchâtel.
In den deutsch geschriebenen Quellen des Mittelalters Nienburg, Nuvenburch oder Nuewenburg genannt, wird es neuhochdeutsch zu Neuenburg.

## Lage
Das Schloss liegt auf einem Felsvorsprung zwischen dem Neuenburgersee und dem Fluss Seyon (heute eingedolt) hoch über der Stadt, die um das Schloss entstand. Daneben befindet sich die Stiftskirche Neuenburg.

## Geschichte
Die Burg war eine Residenz des Königreichs Burgund. 1011 übergab König Rudolf III. von Burgund seiner Frau Irmingard das Novum Castellum als Geschenk. Nach den Burgundern wird die Burg und Stadt 1033 Besitz der Grafen von Fenis, die mit den Burgundern verwandt waren und bedeutende Männer hervorbrachten, etwa Cuno von Fenis, nach 1047 der Grafen von Neuenburg und bleibt es bis zu deren Aussterben im Mannesstamm 1373. Nachfolger wurden die Grafen von Freiburg, dann 1457 die Markgrafen von Hachberg-Sausenberg (auch als Hochberg bekannt). Markgraf Philipp wurde durch seine Tochter Johanna beerbt, die 1504 Ludwig von Orléans heiratete und die Grafschaft Neuenburg an das Haus Orléans-Longueville brachte. Diese kapetingische Nebenlinie konnte die Reformation nicht aufhalten, als sie durch Guillaume Farel eingeführt wurde. Marie de Bourbon vereinte die Grafschaft Neuenburg und die Herrschaft Valangin am Ende des 16. Jahrhunderts.
1707 boten die Neuenburger ihr Fürstentum König Friedrich I. von Preussen an; 1806 trat Preussen die Stadt an Napoleon ab, der sie wiederum seinem Marschall Louis-Alexandre Berthier schenkte. Am 12. September 1814 wurde Neuenburg der 21. Kanton der Eidgenossenschaft, blieb aber gleichzeitig ein Preussisches Fürstentum bis zum 1. März 1848, als es sich von Preussen loslöste und eine eigene Verfassung annahm. Ludwig, Graf von Pourtalès (* 14. Mai 1773), Stifter der Linie Pourtalès-Sandoz, war Präsident und Staatsrat im Fürstentum Neuenburg sowie Oberinspektor der schweizerischen Artillerie, er starb am 8. Mai 1848. Sein ältester Sohn, Graf Ludwig August von Pourtalès (1796–1870), war preussischer ausserordentlicher Staatsrat und Oberstleutnant der Artillerie im Fürstentum Neuenburg. Er überfiel mit dem Regiment de Meuron am 3. September 1856 das Schloss, um die königliche Regierung wiederherzustellen, scheiterte aber, entkam über den See, wurde allerdings auf Freiburger Gebiet verhaftet. Nachdem Preussen auf seine Souveränitätsrechte in Neuenburg verzichtet hatte, wurde er wieder freigelassen.
Die Neuenburger Republikaner von Le Locle, La Chaux-de-Fonds, vom Val-de-Travers und La Béroche unter dem Befehl von Fritz Courvoisier eroberten das Schloss und richteten dort eine zunächst provisorische Regierung unter dem Vorsitz von Alexis-Marie Piaget ein. Danach wurde das Schloss der Regierungssitz des Kantons Neuenburg.

## Anlage

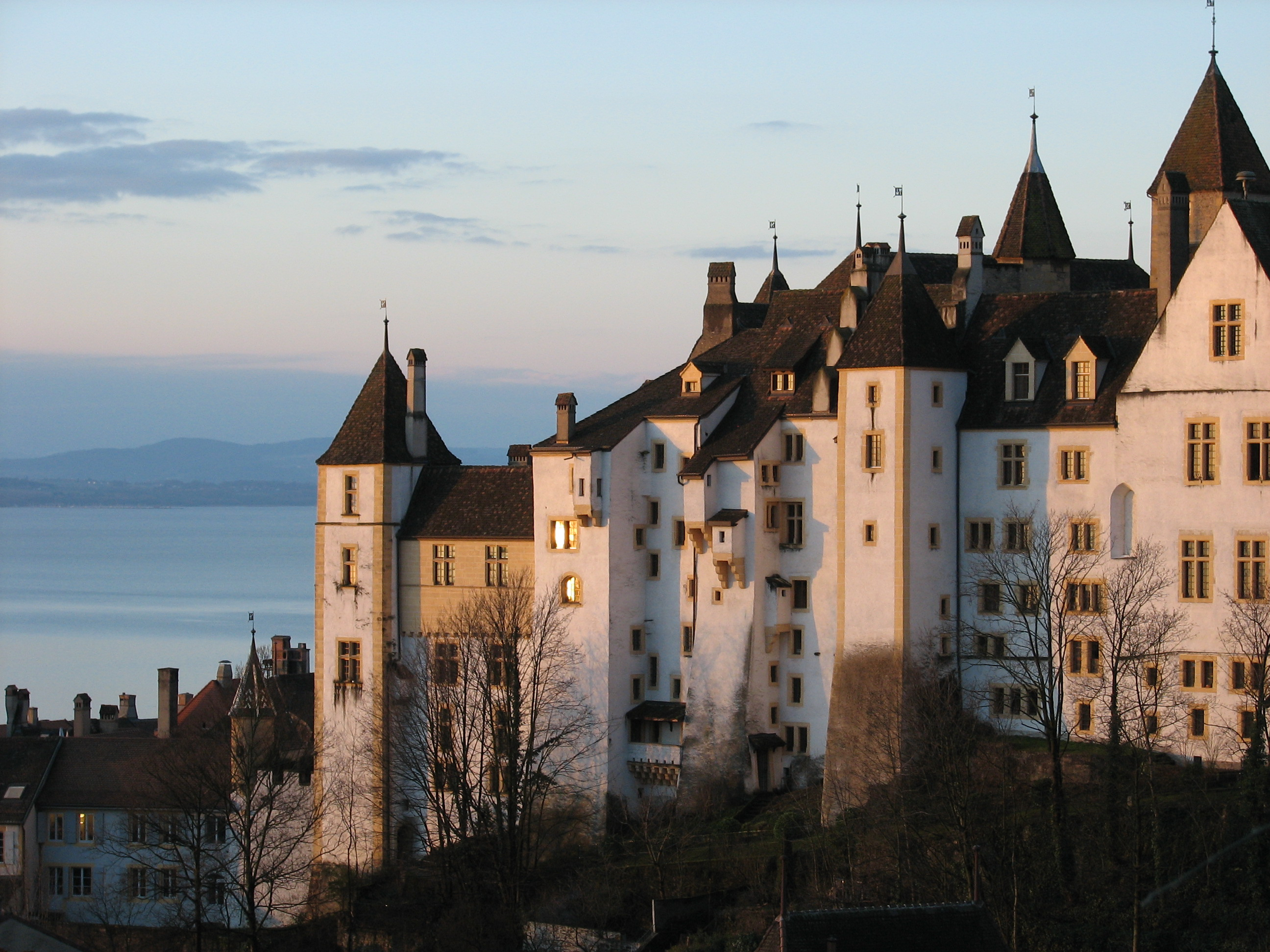
Schloss Neuenburg über dem Neuenburgersee

Das Schloss und die Befestigung gehen in ihrer Grundlage auf das 10. Jahrhundert zurück. Ältere Bauteile befinden sich am Donjon und am Gefängnisturm. Der Turm de Diesse reicht in das 12. Jahrhundert zurück und wurde 1715 erneuert. Im 19. Jahrhundert wurde das Schloss umgestaltet und von 1905 bis 1934 restauriert. Bemerkenswert ist der romanische Südflügel mit reichdekorierter Fassade. Im Inneren befinden sich der Salle Marie de Savoie und der Salle des Etats mit Wappenmalereien aus dem 17. Jahrhundert. Neben dem Schloss steht ebenfalls auf dem Schlosshügel die romanisch-gotische Kollegiatkirche Notre-Dame mit einem Kreuzgang und einem Kenotaph (begonnen 1373) der Grafen von Neuenburg. Das Schloss kann im Rahmen von Führungen besichtigt werden.